# Nombre de Thebit
En arithmétique, les nombres de Thebit sont les entiers de la forme 3 × 2n – 1.
Ils forment la suite d'entiers  A055010 de l'OEIS : 2, 5, 11, 23, 47, 95, 191, 383, 767, etc.
Les premières études de ces nombres sont créditées à Thebit (Thābit ibn Qurra), de même que celles de leurs relations avec les nombres amicaux.

## Nombres de Thebit premiers
Les dix-huit plus petits nombres de Thebit premiers sont (suite A007505 de l'OEIS) :
3·20 – 1 = 2

3·21 – 1 = 5

3·22 – 1 = 11

3·23 – 1 = 23

3·24 – 1 = 47

3·26 – 1 = 191

3·27 – 1 = 383

3·211 – 1 = 6 143

3·218 – 1 = 786 431

3·234 – 1 = 51 539 607 551

3·238 – 1 = 824 633 720 831

3·243 – 1 = 26 388 279 066 623

3·255 – 1 = 108 086 391 056 891 903

3·264 – 1 = 55 340 232 221 128 654 847

3·276 – 1 = 226 673 591 177 742 970 257 407

3·294 – 1 = 59 421 121 885 698 253 195 157 962 751

3·2103 – 1 = 30 423 614 405 477 505 635 920 876 929 023

3·2143 – 1 = 33 451 117 797 795 934 712 303 577 408 972 542 258 970 623
Les exposants n qui produisent des nombres de Thebit premiers forment la suite A002235 de l'OEIS. Le 62e (le plus grand connu en 2015) est n = 11 895 718.